# Enrique Cal Pardo
Enrique Cal Pardo (8 de noviembre de 1922 en Galdo (Vivero) - Burela, 28 de abril de 2016) fue un escritor y sacerdote español.

## Trayectoria
Estudió en el Seminario de Mondoñedo y posteriormente obtuvo la licenciatura en Teología en la Universidad Pontificia de Comillas, en 1946. Regresó a Mondoñedo, donde fue profesor de Teología entre 1946 y 1967.
Vinculado a la catedral de Mondoñedo y al obispado de Mondoñedo, fue archivero de la catedral desde 1953, y deán catedralicio desde 1979, así como vicario de la diócesis entre 1958 y 1966.

## Obras
- Synodicon Hispanum, Madrid, 1981, obra colectiva en la que Cal Pardo contribuye con la transcripción dos sínodos gallegos anteriores al Concilio de Trento.
- El monasterio de San Miguel de la isla de la Coelleira, Madrid, 1983.
- El monasterio de San Salvador de Pedroso en tierras de Trasancos, Coruña, 1984.
- Catálogo de los documentos medievales, escritos en pergamino, del Archivo de la Catedral de Mondoñedo, Lugo, 1990.
- Viveiro en la Edad Media, in "Estudios Mindonienses" 1991.
- Catálogo-regesta de la documentación del siglo XVI del Archivo de la Catedral de Mondoñedo , 1992.
- Mondoñedo – Catedral, Ciudad, Obispado – en el siglo XVI. Catálogo de los documentos del Archivo, Lugo, 1992.
- Colección diplomática medieval do Arquivo da Catedral de Mondoñedo, 1999, reeditado en 2005.
- La Catedral de Mondoñedo, 2002.
- Rehabilitación del Museo Catedralicio y Diocesano de Mondoñedo, 2004
- Tumbos da Catedral de Mondoñedo, 2005 y 2006, en varios tomos.

## Honras
La Junta de Galicia le concedió la Medalla de Bronce de Galicia, en 1997.